# Pentheria alternans
Pentheria alternans är en tvåvingeart som först beskrevs av Friedrich Hermann Loew 1858.  Pentheria alternans ingår i släktet Pentheria och familjen stilettflugor. Inga underarter finns listade i Catalogue of Life.